# ラングレー (バージニア州)

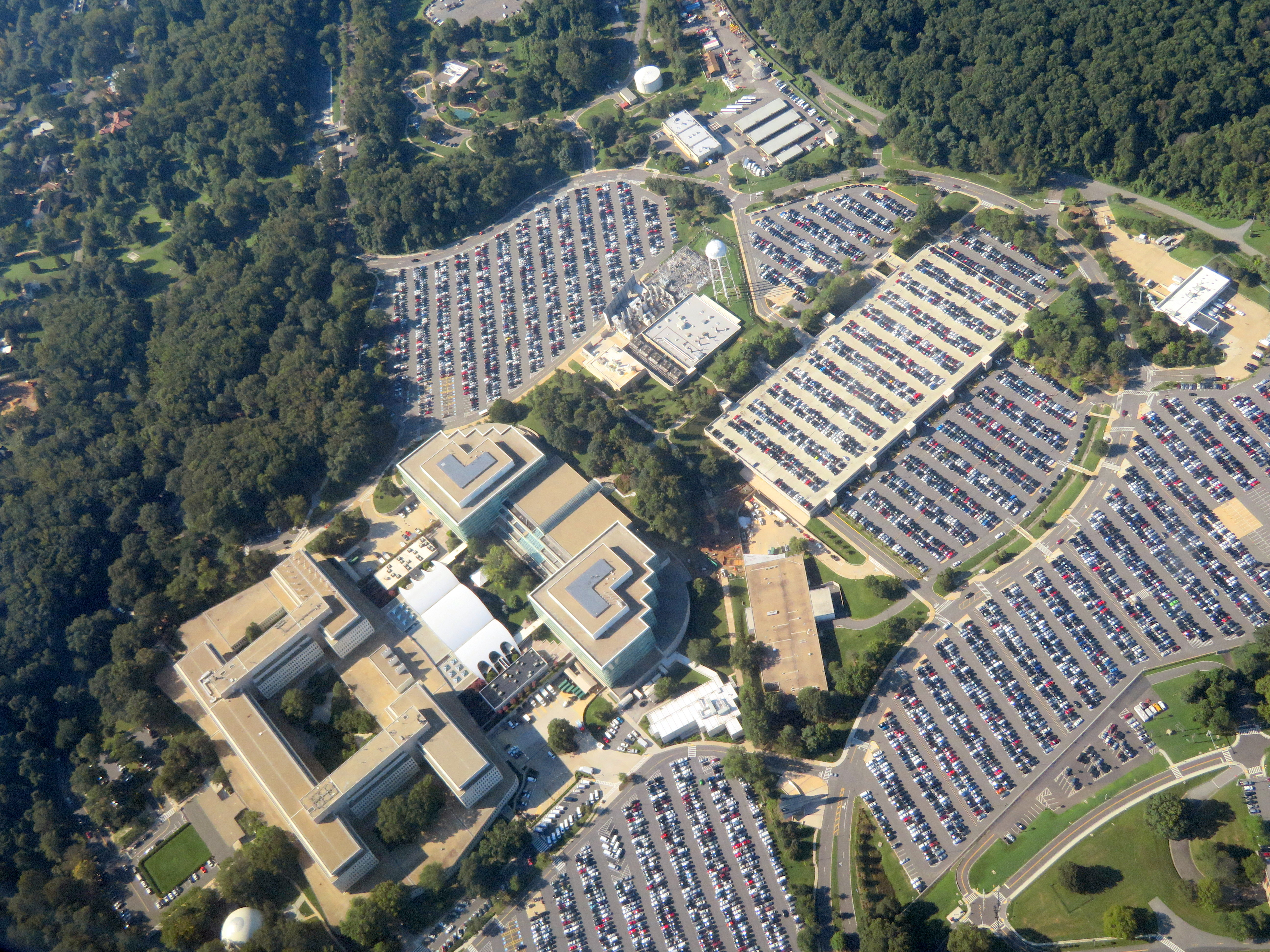
CIA本部

ラングレー（Langley）は、アメリカ合衆国バージニア州フェアファクス郡の国勢調査指定地域マクリーンにある地区。ワシントンD.C.の西10キロメートルに位置している。
ラングレーの地名は中央情報局（CIA）の本部であるジョージ・ブッシュ情報センターの換喩として用いられる事が多い。